# マルク・ベルジュヴァン
マルク・ベルジュヴァン（Marc Bergevin、1965年8月11日 - ）は、カナダ連邦ケベック州モントリオール出身の元プロアイスホッケー選手、指導者、ゼネラルマネージャー。ポジションはディフェンスマン。ナショナルホッケーリーグ(NHL)のロサンゼルス・キングスでシニア・アドヴァイザーを務めている。
フランス語メディアではマルク・ベルジュヴァン、英語メディアではマーク・バージェヴィンとも呼ばれる。

## 経歴

### 現役時代
1978年に開催されたU13ケベック国際ホッケー大会に出場。このときのチームメイトには後にNHLでプレーするマリオ・ルミューや、J.J.デニョーらがいた。ジュニア時代はケベック・メジャー・ジュニア・ホッケー・リーグ（QMJHL）のシクーティミ・サグネアンに所属。 
1983年のNHLドラフト3巡目（全体の59位）でシカゴ・ブラックホークスから指名を受け、プロ入り。
1984年にNHL初出場を果たした。以降5年間ブラックホークスでプレーした。
1988年にニューヨーク・アイランダーズへ移籍。1991年は、シーズン前にハートフォード・ホエーラーズへの移籍した。7ゴール、17アシストの合計24ポイントでキャリアハイを記録した。 
1992年にはエクスパンションで新設されたタンパベイ・ライトニングと契約。
1994年の4月から5月に開催された第58回アイスホッケー世界選手権のカナダ代表に選出された。同大会では金メダルを獲得している。タンパベイには3シーズン所属し、その後、デトロイト・レッドウィングス、セントルイス・ブルース、ピッツバーグ・ペンギンズ、バンクーバー・カナックスでプレー。NHLでは通算1191試合に出場した。
タンパベイ・ライトニングおよびセントルイス・ブルース所属時には、オルタネイト・キャプテンを務めていた時期がある。

## 引退後
引退後はシカゴ・ブラックホークスのスカウト部門に入職し、2008年からはアシスタントコーチを務めた。2011年6月、ブラックホークスのアシスタント・ゼネラルマネージャーに昇格。当時同職を務めていたケヴィン・シェヴェルデヨフがウィニペグ・ジェッツのGMに就任したため、その後任としてベルジュヴァンが就任した。2012年5月2日、モントリオール・カナディアンズのゼネラルマネージャーに就任。2013–14シーズンには、最優秀ゼネラルマネージャー賞の投票で2位にランキングされた。

## 詳細情報

### 背番号
- 2（1984年 - 1989年）
- 39（1988年 - 1989年）
- 33（1989年 - 1990年）
- 36（1990年 - 1991年、1992年）
- 25（1991年 - 1992年、1993年 - 1995年）
- 27（1995年 - 1996年）
- 4（1996年 - 2002年）
- 3（2000年 - 2001年、2002年 - 2003年）
- 25（2002年 - 2004年）
- 23（2003年 - 2004年）

### 代表歴
- 1994年アイスホッケー世界選手権カナダ代表